# Helpling
Helpling est une entreprise digitale spécialisée dans la réservation en ligne de ménage à domicile.
L'entreprise, fondée en 2014 par Benedikit Franke et Philip Huffman à Berlin, compte aujourd'hui plus de 42 filiales dans le monde. Le siège du groupe Helpling se trouve également à Berlin, en Allemagne et possède des bureaux en France, en Italie, au Royaume-Uni, à Singapour ou encore en Suisse.

## Histoire
Durant les premiers mois suivant le lancement en 2014, Helpling s'est concentré sur l'expansion à travers l'Allemagne et l'Europe, sur l'amélioration de l'expérience client et l'augmentation de la notoriété de la marque. Au printemps 2014, Helpling s'est étendu en France, aux Pays-Bas, en Autriche, en Suède, en Espagne et en Australie. L'application Helpling a été mise en ligne au milieu de l'année et, avec Helpling Singapour, l'entreprise a fait ses premiers pas en Asie,.
En juillet 2015, Helpling rachète Hassle.com, l'un des plus grands concurrents européens dans le domaine des services à domicile et leader du marché au Royaume-Uni. Cette acquisition a permis à Helpling d'étendre son emprise en Grande-Bretagne et en Irlande. Grâce à cette position de leader sur le marché européen, Helpling se concentre sur la rentabilité de ses services.
Dans le cadre de cette acquisition, Helpling a migré sa plateforme mondiale vers la technologie de Hassle.com, conçue pour favoriser des relations à long terme entre les prestataires de services et les clients. Cette migration a amélioré l'expérience des utilisateurs Helpling. La nouvelle plateforme permet aux clients de consulter les profils individuels des aides à domicile avant de réserver, offrant ainsi aux prestataires de services et aux clients des fonctionnalités supplémentaires pour gérer leur relation directement sur la plateforme.
En février 2015, Helpling s'implante aux Émirats arabes unis, étendant ainsi ses activités à l'échelle mondiale.
En septembre 2015, Helpling s'implante au Brésil, au Canada, en Suède et en Espagne, et acquiert GetYourHero en France. Au cours des années qui suivent, certains marchés sont fermés et des marchés cibles sont définis.
Durant l'année 2016, Helpling migre vers la plateforme technologique de Hassle.com.
Trois ans plus tard, en 2019, l'entreprise fonde MySkills Academy. Cette entité d'Helpling en matière de formation et de création de communautés soutient les candidats dans leur recherche d'emploi via les plateformes numériques. Helpling développe également un segment B2B grâce à l'acquisition de Book a Tiger.
Au cours de l'année 2019, Helpling atteint pour la première fois la rentabilité.
L'année 2020 est bouleversée par la pandémie du Covid-19, l'acquisition de nouveaux clients est presque à l'arrêt, mais Helpling travaille avec ses premiers franchisés en France et renforce son activité B2B en fondant goodworkvibes, une nouvelle entité ayant pour objectif de créer et rassembler une communauté d'office managers et une plateforme médiatique autour du nettoyage de bureaux.
L'année suivante, en 2021, Helpling réorganise l'architecture de sa marque et développe le Groupe Helpling en tant qu'autorité supérieure.
Le Groupe Helpling continue d'investir dans son offre haut de gamme en acquérant Call Jeffrey.

## Modèle d'entreprise et filiales
Le Groupe Helpling a adopté une approche combinant plusieurs modèles d'entreprise. Helpling Select agit comme une plateforme pour les prestataires de services indépendants, leur permettant de trouver des clients, de gérer les relations avec ces derniers et de gérer les paiements. Helpling est le leader du marché en Europe. Helpling Premium propose des aides ménagères qui sont employées par des partenaires commerciaux et qui offrent des services liés au foyer. Le secteur B2B est couvert par Tiger Facility Services, un prestataire de services de bureau, et par goodworkvibes, destiné aux office managers. MySkills Academy offre une formation aux prestataires de services pour travailler sur des plateformes numériques.

## Liens du site
https://www.helpling.fr/
https://helpling-group.com/
https://www.helpling.com/